# BI-RADS
BI-RADS — это стандартизированная шкала оценки результатов маммографии, УЗИ и МРТ по степени риска наличия злокачественных образований молочной железы. Слово BI-RADS представляет собой акроним от «Breast Imaging-Reporting and Data System».
Классификация Bi-RADS предложена Американским обществом радиологов (ACR).

## Категории оценки
Шкала BI-RADS состоит из 6 категорий, однако начинается с категории 0 — неполное исследование — требуется дообследование.
- 0: Неполное исследование (требуется дообследование)
- 1: Отрицательная (образования не выявлены)
- 2: Доброкачественные изменения
- 3: Вероятно доброкачественные изменения
- 4: Подозрение на рак
- 5: Характерно для рака
- 6: Верифицированный рак

Некоторые эксперты считают, что единая категория BI-RADS 4 не дает адекватной информации о риске рака для врачей, и рекомендуют схему подклассификации:
- 4А: низкий уровень подозрений на злокачественность, около 2 %
- 4B: промежуточное подозрение на злокачественность, около 10 %
- 4C: умеренное подозрение, но не классическая для злокачественных новообразований, около 50 %

## Типы структуры молочной железы
Согласно пятой редакции BI-RADS структура молочной железы подразделяется на 4 типа:
- А — молочная железа практически полностью жировой плотности. Маммография обладает высокой чувствительностью.
- В — отдельные участки фиброзно-железистой плотности.
- С — молочные железы неоднородной плотности, отдельные участки молочных желез достаточно плотные и могут скрывать небольшие образования.

- D — очень плотные молочные железы. Маммография обладает низкой

чувствительностью.